# Teatre Olimp
El Teatre Olimp (Teatro del Olimpo) va ser una sala particular ubicada al carrer dels Mercaders, 38-40 de Barcelona, que va funcionar entre 1849 i 1888. Amb altres usos, va perllongar la seva existència fins al 1952. L'edifici fou enderrocat el 1955.
Data del començament de 1849, quan l'Instituto Dramático del Olimpo, entitat recreativa d'aficionats al teatre, formada per uns vuitanta socis i vint alumnes de declamació, va habilitar un local per a fer-hi les seves representacions. Va ser, doncs, un teatre particular, dels anomenats teatres d'alcova, importants per a mantenir la vida teatral. Es va condicionar la planta principal d'un habitatge, al carrer dels Mercaders, amb una sala amb cabuda per a 400 persones, sala de descans i cafè, i un jardí al nivell de la planta.
L'èxit va dur a ampliar la sala el 1851, fent-ne una de nova en forma de ferradura, amb platea i tres pisos de galeries, il·luminada amb gas. El mestre d'obres va ser Josep Fontserè i Mestre. La societat va fer accions per a finançar les obres, convertint-se els accionistes en copropietaris del teatre. La nova sala s'inaugurà el 18 de gener de 1852 amb Flor de un día de Francesc Camprodon.
El 1866 es constituí, dintre de la societat, una nova entitat filial, La Talia Catalana que tenia per objecte promoure el teatre en català, que s'incorporà així a la programació habitual del teatre.
Tot i ser un teatre d'aficionats, les seves representacions van tenir molta qualitat i èxit de públic. En algunes d'elles actuaren actors professionals d'anomenada com Josep Maria Dardalla, Joaquín García Parreño i d'altres.
El 1871 va passar a ser propietat d'Antoni Tutau, actor. El 1875 el dirigia Rossend Arús. Finalment, el 1882 va ser venut en subhasta pública. El 1888 es pot donar per acabada la seva història com a teatre, llogant-se per a tot tipus d'actes.
El 1926, Joaquim Vidal i Ninell hi instal·la la seva escola de música Teatro Lírico Práctico (que havia fundat el 1916), dedicant el teatre a sala d'actuacions musicals de l'escola, també oberta al públic. Li donà llavors el nom de Sala Capsir, en honor de la soprano Mercè Capsir, que havia estudiat en la institució. Cap al 1936 tornà a recuperar l'antic nom.
Després, als anys quaranta, va ser la seu de la Penya Cultural Barcelonesa (que després es traslladaria al Carrer Més Baix de Sant Pere, núm. 55), entitat recreativa que hi representava, els diumenges, obres de teatre i sarsueles, a més de fer-hi balls i altres activitats. El 2 de juny de 1951 hi tingué lloc la primera representació pública d'una obra teatral de Joan Brossa: Farsa entenent que els espectadors observessin l'escenari a vista d'ocell i Nocturns encontres. La següent temporada, al juny, va tancar les portes per l'imminent enderroc de la finca.
El 1955 va ser enderrocat l'edifici per a obrir l'avinguda de Francesc Cambó.